# Elizabeth Street (Manhattan)
Pour les articles homonymes, voir Elizabeth Street.

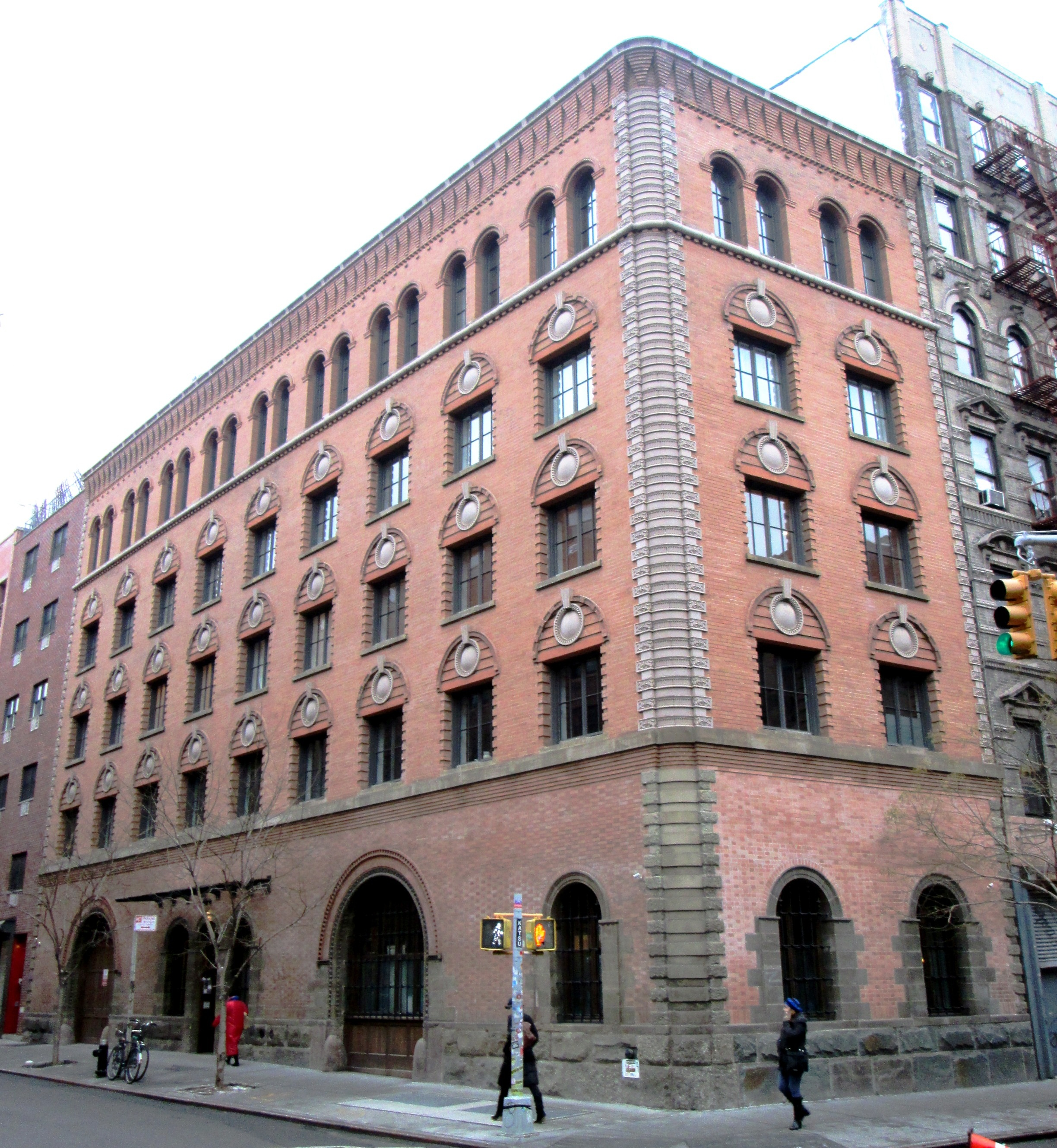
Le « bâtiment aux bougies » à l'angle de Elizabeth Street et de Spring Street.

Elizabeth Street est une rue de l'arrondissement de Manhattan, à New York. 

## Situation et accès
D'une longueur de 1 185 mètres, elle s'étend du nord au sud parallèlement à la Bowery. C'est l'une des principales allées commerçantes du quartier de Nolita.

### Intersections
Elizabeth Street croise, du sud au nord :
- Bayard Street
- Canal Street
- Hester Street
- Grand Street
- Broome Street
- Kenmare Street
- Spring Street
- Prince Street
- East Houston Street
- Bleecker Street

## Historique
La partie sud de la Elizabeth Street est construite à partir de Bayard Street en 1755, puis est étendue en direction du nord jusqu'à Bleecker Street en 1816. Aujourd'hui, la continuation de Elizabeth Street au-delà de Canal Street est dénommée Private Danny Chen Way (« Chemin privé Danny Chen (en) »).
À la fin du XIXe siècle et au début du XXe siècle, Elizabeth Street voit la construction de nombreux immeubles, principalement occupés par des émigrés italiens,.

## Bâtiments remarquables et lieux de mémoire
Elizabeth Street comporte plusieurs bâtiments notables : l'École chinoise de New York (en), qui propose des cours aux locuteurs de cantonais et de mandarin, la Trust in God Baptist Church ou encore le 5e commissariat du New York City Police Department.
Le 11 Spring Street (en), une ancienne étable et remise à calèches située à l'angle de Elizabeth Street, est construit en 1888. À la suite de son abandon, le bâtiment est apprécié par les graffeurs, qui peignent la façade avec leurs fresques. Lorsque le bâtiment est racheté pour être converti en immeuble d'habitation, l'entreprise de construction organise avec l'aide du Wooster Collective (en) une exposition temporaire à l'intérieur du bâtiment. De nombreux artistes urbains ont graffé les murs intérieurs des cinq étages de l'édifice. L'exposition ouvre ses portes au public en décembre 2006 durant quelques jours, puis les fresques soient effacées ou détruites pour permettre les rénovations. Avant d'être connu pour ses peintures, le bâtiment était durant trente ans le logement de John Simpson, employé de la firme IBM. Durant la Foire internationale de New York 1964-1965, Simpson remplit le bâtiment d'appareils semblables à ceux confectionnés par Rube Goldberg. Il pose également des bougies allumées devant les fenêtres, donnant ainsi au bâtiment le surnom de « bâtiment aux bougies » (Candle Building),.

### Culture
En 2009, Laurie Fabiano publie son roman Elizabeth Street, qui raconte un enlèvement ayant eu lieu dans le quartier de Little Italy en 1909.